# Макеевка
Макеевка или  Макийвка (на украински: Макіївка; на руски: Макеевка) е град в Донецка област, Украйна.
Основан е през 1690 г., получава статут на град през 1925 г.

## Население
Има население от 343 158 души (2019), което го прави 3-тия по население град в областта и 12-ия в страната. 50,80% от населението са етнически руснаци.